# Drugi rząd Andersa Fogh Rasmussena
Drugi rząd Andersa Fogh Rasmussena – rząd Królestwa Danii istniejący od 18 lutego 2005 do 23 listopada 2007. W skład rządu weszli przedstawiciele liberalnej partii Venstre (V) oraz Konserwatywnej Partii Ludowej (K). Gabinet powstał po wyborach w 2005, w wyniku których Anders Fogh Rasmussen był w stanie utworzyć większość parlamentarną (także przy wsparciu Duńskiej Partii Ludowej). Rząd zakończył swoją działalność po upływie kadencji Folketingetu w związku z wyborami w 2007.

## Skład rządu
- premier: Anders Fogh Rasmussen (V)
- minister spraw zagranicznych: Per Stig Møller (K)
- minister finansów: Thor Pedersen (V)
- minister spraw wewnętrznych i zdrowia: Lars Løkke Rasmussen (V)
- minister sprawiedliwości: Lene Espersen (K)
- minister obrony: Søren Gade (V)
- minister kultury: Brian Mikkelsen (K)
- minister ds. podatków: Kristian Jensen (V)
- minister ds. handlu i gospodarki: Bendt Bendtsen (K)
- minister środowiska oraz współpracy nordyckiej: Connie Hedegaard (K)
- minister transportu i energii: Flemming Hansen (do 12 września 2007, K), Jakob Axel Nielsen (K)
- minister ds. rodziny i konsumentów: Lars Barfoed (do 14 grudnia 2006, K), Carina Christensen (K)
- minister ds. żywności, rolnictwa i rybołówstwa: Hans Christian Schmidt (do 12 września 2007, V), Eva Kjer Hansen (V)
- minister ds. zatrudnienia: Claus Hjort Frederiksen (V)
- minister nauki, technologii i rozwoju: Helge Sander (V)
- minister edukacji oraz minister ds. kościelnych: Bertel Haarder (V)
- minister spraw społecznych i równouprawnienia: Eva Kjer Hansen (do 12 września 2007, V), Karen Jespersen (V)
- minister ds. współpracy na rzecz rozwoju: Ulla Tørnæs (V)
- minister ds. uchodźców, imigrantów i integracji: Rikke Hvilshøj (V)